# 三好町駅
三好町駅（みよしちょうえき）は、長野県上田市御所にある、上田交通（上田電鉄）別所線の駅である。駅番号はBE03。

## 歴史
- 1921年（大正10年）6月17日：上田温泉電軌の三好町三丁目駅として開業[1]。
- 1927年（昭和2年）12月：駅を専用軌道上に移設し三好町駅へ改称[1]。
- 1938年（昭和13年）7月25日：青木線の廃止により、川西線の駅となる。
- 1939年（昭和14年）
  - 3月19日：路線名称変更により、別所線の駅となる。
  - 9月1日：社名変更により、上田電鉄の駅となる。この日飛行場口駅と改称。現在の長野県上田千曲高等学校の土地に帝国陸軍の上田飛行場がありその最寄駅とされたため。
- 1943年（昭和18年）10月21日：合併により、上田丸子電鉄の駅となる。
- 1945年（昭和20年）：終戦により上田飛行場が廃止となり、駅名を三好町駅に復す。
- 1969年（昭和44年）5月31日：社名変更により、上田交通の駅となる。
- 2005年（平成17年）10月3日：鉄道部門子会社化により、上田電鉄の駅となる。
- 2016年（平成28年）8月：駅ナンバリングが導入され、使用を開始[2][3]。

## 駅構造

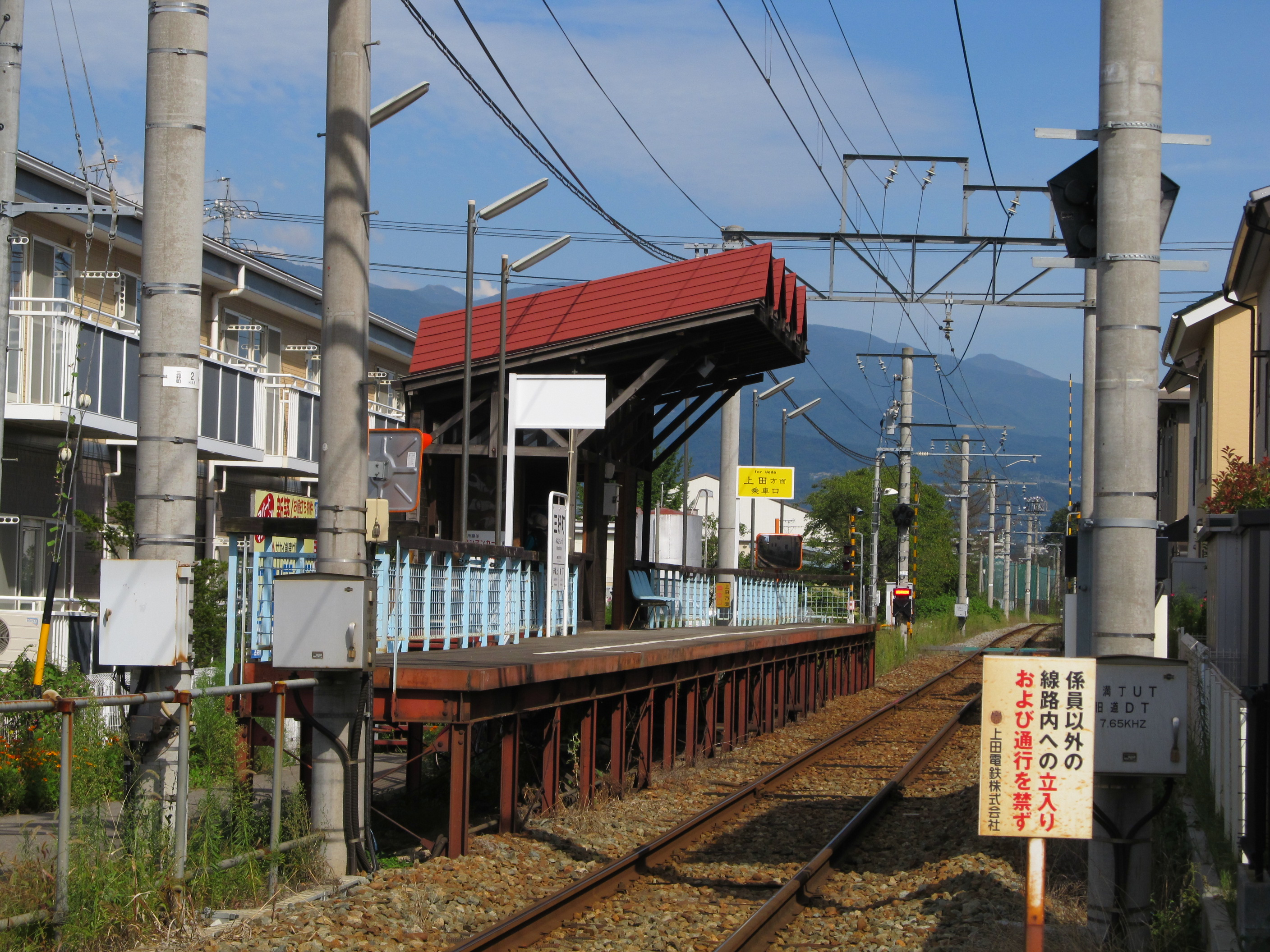
ホーム (2011年9月）

単式1面1線のホームを持つ地上駅。開業時から無人駅。待合室・駐輪場が設置されている。現在の駅施設は青木線の線路敷の跡を利用して建てられている。
別所線では全線でワンマン運転を実施しているため当駅では通常は進行方向1番前のドアしか開閉しないが、朝6時30分 - 8時30分の間の上田方面の電車は土日祝日を除きすべてのドアが開閉する。
駅の両側に踏切（上田駅方に上満丁踏切、別所温泉駅方に三好町踏切）がある。かつて駐輪場は三好町踏切方の道路を渡った向かい側にあったが、駅施設を改修した際にホーム側の現在地に移動している。

## 利用状況
| 年度   | 一日平均 乗車人員 |
| ------ | ----------------- |
| 2010年 | 19                |
| 2011年 | 18                |
| 2012年 | 18                |
| 2013年 | 21                |
| 2014年 | 21                |
| 2015年 | 24                |
| 2016年 | 23                |
| 2017年 | 30                |

## 駅周辺
駅北側は旧小県郡城下村の中心街に当たり、「三好町」と称する。農地は少なく、蚕種屋が多く集まる地域であった。かつて長野県道77号長野上田線沿いには商店が多く、「三好町商店街」と称した。1980年代以降個人商店の多くは閉店し、コンビニなどが出店している。八十二銀行三好町支店は商店街当時から営業している。駅南側は農地が多かったが、1980年代以降宅地開発が進み、農住混在地域となっている。2017年（平成29年）から三好町付近の長野県道77号長野上田線の拡幅工事が行われており、県道沿いの個人商店の建物の多くは撤去され、商店街当時の様子を偲ばせるものは少なくなりつつある。
- 城下公園・市営城下ちびっこプール（プールは2018年8月16日営業終了。廃止[4]。プール跡は埋め立てられたが、城下公園自体は存続している[5]）
- 長野県上田千曲高等学校[1]
- 上田市立第四中学校
- 長野県道77号長野上田線
- 八十二銀行三好町支店
- 長野銀行三好町支店
- 原峠保養園

### バス路線
- 千曲バス
  - 青木線・室賀線
    - 「三好町2丁目」停留所
    - 「上田四中前」停留所

## 隣の駅
上田電鉄
■別所線
城下駅（BE02） - 三好町駅（BE03） - 赤坂上駅（BE04）